# الأزمة السعودية الألمانية 2017–18
الأزمة الدبلوماسية مع ألمانيا في 18 نوفمبر 2017، قامت السعودية بسحب سفيرها من ألمانيا بعد إتهامات شديد اللهجة للسعودية من قبل وزير الخارجية الألماني زيغمار غابرييل، حيث إتهم السعودية باحتجاز رئيس الوزراء اللبناني سعد الدين الحريري بعد استقالته في 4 نوفمبر 2017، وزعزعة استقرار دول منطقة الشرق الأوسط. وصفت السعودية الإتهامات بالمشينة والعشوائية والغير مبررة، وقررت سحب سفيرها من ألمانيا، واخراج السفير الألماني من أراضيها، وتقديم مذكرة احتجاج على الإتهامات.

## الأحداث المؤدية إلى الأزمة

### التدخل العسكري في اليمن
في 25 مارس 2015، أطلقت السعودية ومجموعة من الدول العربية عمليات عسكرية في اليمن. وتقوم السعودية وحلفائها بتنفيذ ضربات جوية على الحوثيين. وقد بدأت العمليات استجابة لطلب من رئيس الجمهورية اليمنية عبد ربه منصور هادي بسبب هجوم الحوثيين على العاصمة المؤقتة عدن. التي فر إليها الرئيس هادي، 

### الأزمة الدبلوماسية مع قطر
في 5 يونيو 2017 أعلنت المملكة العربية السعودية ومجموعة من الدول قطع العلاقات مع قطر وإغلاق المنافذ الجوية والبحرية والبرية كافة. وصرحت وزارة الخارجية السعودية "انه منذ عام 1995 بذلت المملكة العربية السعودية وأشقاؤها جهوداً مضنية ومتواصلة لحث السلطات في الدوحة على الالتزام بتعهداتها، والتقيد بالاتفاقيات، إلا أن هذه السلطات دأبت على نكث التزاماتها الدولية، وخرق الاتفاقات التي وقعتها تحت مظلة دول مجلس التعاون لدول الخليج العربية بالتوقف عن الأعمال العدائية ضد السعودية، والوقوف ضد الجماعات والنشاطات الإرهابية، وكان آخر ذلك عدم تنفيذها لاتفاق الرياض لعام 2014.

### الخلاف السعودي اللبناني
الخلاف السعودي اللبناني بدأ بعد استقالة رئيس الوزراء اللبناني سعد الدين الحريري في كلمة متلفزة أثناء زيارته للعاصمة السعودية الرياض استقالته بشكل مفاجئ لما وصفه احتجاجاً على سياسة إيران في لبنان والوطن العربي. في 4 نوفمبر 2017. بعد الاستقالة بدأت العلاقات بالتوتر بين البلدين، عندما شكك الأمين العام لحزب الله حسن نصر الله وتيارات سياسية أخرى في صحة الاستقالة واتهمت الحكومة السعودية باحجتاز الحريري وإجباره على الاستقالة. في 6 نوفمبر أعلن وزير الدولة السعودي لشؤون الخليج العربي ثامر السبهان بأن السعودية: «ستعامل حكومة لبنان كحكومة إعلان حرب بسبب ميليشيات حزب الله». في 9 نوفمبر، دعت السعودية، والإمارات العربية المتحدة، والبحرين، والكويت، مواطنيها إلى مغادرة لبنان وعدم السفر اليها.

### تصريحات وزير الخارجية الألماني
في 16 نوفمبر 2017، صرح وزير الخارجية الألماني زيغمار غابرييل، بأن رئيس الوزراء اللبناني المستقيل سعد الدين الحريري محتجز ضد إرادته في العاصمة الرياض. ووجه زيغمار غابرييل، انتقاداً شديد اللهجة للسعودية، وقال: «إنه يجب أن تكون هناك إشارة مشتركة من جانب أوروبا، بأننا لم نعد مستعدين للقبول بصمت لروح المغامرة، التي تتسع هناك منذ عدة أشهر، لن تكون مقبولة ولن نسكت عنها.» وأضاف خلال مؤتمر صحافي مع وزير الخارجية اللبناني جبران باسيل في برلين أن «لبنان يواجه خطر الانزلاق مجدداً إلى مواجهات سياسية خطرة وربما عسكرية، ولمنع ذلك، نحتاج خصوصاً إلى عودة رئيس الوزراء اللبناني الحالي.»

## ردود الفعل

### السعودية
صرحت وزارة الخارجية السعودية، بأن: «تلك التصريحات تثير استغراب واستهجان المملكة العربية السعودية، وتعتبر المملكة أن مثل هذه التصريحات العشوائية المبنية على معلومات مغلوطة لا تدعم الاستقرار في المنطقة، وأنها لا تمثل موقف الحكومة الألمانية الصديقة التي تعدها حكومة المملكة شريكاً موثوقاً في الحرب على الإرهاب والتطرف وفي السعي لتأمين الأمن والاستقرار في المنطقة.» وأضافة: «قررت المملكة دعوة سفيرها في ألمانيا للتشاور، كما أنها ستسلم سفير ألمانيا لدى المملكة مذكرة احتجاج على هذه التصريحات المشينة وغير المبررة.»
في 21 فبراير 2018، صرح وزير الخارجية السعودي عادل الجبير في مقابلة مع دويتشه فيله، أنه لا يمكن توقع عودة السفير السعودي الذي تم سحبه من برلين في نوفمبر 2017، قبل تشكيل حكومة جديدة في ألمانيا.

### ألمانيا
صرح وزير الخارجية الألماني زيغمار غابرييل في لقاء مع صحيفة الشرق الأوسط، بأن تصريحاته أسيء فهمها، وإن العلاقات الألمانية السعودية ليست فقط محورية، بل إنها مهمة لألمانيا ومنطقة الشرق الأوسط.

## التأثير

### الصفقات العسكرية
في 19 يناير 2018، قررت الحكومة الألمانية وقف تصدير الأسلحة إلى السعودية، وكلِ الدول المشاركة في الحرب على اليمن. وصرح المتحدث باسم الحكومة الألمانية: بأن «الحكومة الألمانية لن تمنح من الآن فصاعدا تصاريح بتصدير أسلحة لهذه الدول مادامت تشارك في حرب اليمن.»
رد وزير الخارجية السعودي عادل الجبير على القرار، بأنه «نحن لا نشتري معدات دفاعية من ألمانيا، وأبلغنا الحكومة الألمانية قبل عدة سنوات بأننا لن نشتري أي معدات دفاعية من ألمانيا.» وأضاف «كانت لدينا في الماضي اتفاقات مع ألمانيا، لكن الحكومة الألمانية لم ترق إلى مستوى ما كنا نأمله، ونتيجة لذلك توقفنا عن شراء المعدات الدفاعية من ألمانيا، أما إذا كانت ألمانيا تريد وقف تصدير الأسلحة فذاك شأنها.»

### الشركات الألمانية
أصدر ولي العهد السعودي الأمير محمد بن سلمان بعدم إرساء أية عقود حكومية على شركات ألمانية. وذكرت وكالة بلومبرغ أن الهيئات الحكومية السعودية أُبلغت بعدم تجديد العقود مع الشركات الألمانية.